# Acacia striatifolia
Acacia striatifolia é uma espécie de leguminosa do gênero Acacia, pertencente à família Fabaceae.